# Проєкт А119

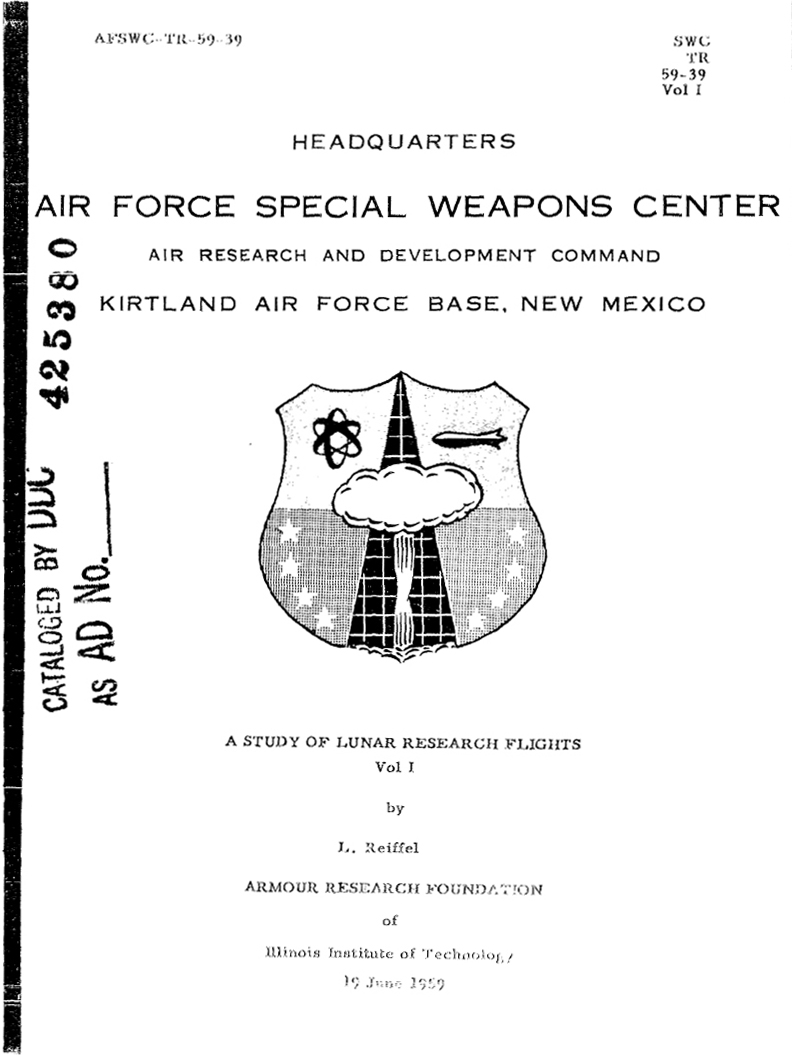
A Study of Lunar Research Flights — Volume I

Проє́кт A119 (англ. Project A119) — проєкт «Вивчення дослідницьких місячних польотів» — секретний план американських повітряних сил з метою скидання атомної бомби на Місяць.

## Загальний опис
Метою проєкту було підірвати атомну бомбу на Місяці для підвищення морального духу в США після того, як Радянський Союз випередив американців в космічній гонці. Про існування проєкту було заявлено в 2000 році колишнім керівником Національного управління з аеронавтики і дослідження космічного простору (НАСА), Леонардом Рейфелем, який керував проєктом в 1958 році. Молодий Карл Саган був частиною команди, відповідальної за прогнозування наслідків ядерного вибуху в умовах низької гравітації.
Проєкт A119 не був здійснений, можливо, в першу чергу тому, що висадка на Місяць була більш прийнятним досягненням в очах американської громадськості. Проєктна документація залишилася таємницею на майже 45 років, і, незважаючи на одкровення Рейфеля, уряд США ніколи офіційно не визнавав своєї участі в проєкті.

## Підґрунтя проєкту
Під час холодної війни Радянський Союз лідирував в космічній гонці, запустивши 4 жовтня 1957 року орбітальний апарат Спутник-1. Цей супутник був першим штучним супутником на навколоземній орбіті, тому його несподіваний успішний запуск у поєднанні з провалом американської програми «Венґард» став поштовхом для початку космічних перегонів. Намагаючись вирватись в лідери, Сполучені Штати впроваджували низку нових проєктів і досліджень, які в кінцевому підсумку вилились в запуск супутника Explorer 1 і створення передових оборонних дослідницьких проєктів (DARPA) і НАСА.
У 1950-1960-і роки ядерні випробування проводилися в великих кількостях і в різних середовищах: СРСР і США вдосконалювали свою ядерну зброю. До укладення договору 1963 р. ядерні випробування в космосі були справою досить звичайною. Саме в ключі цих випробовувань у 1958 р. і США, і СРСР планували провести ядерні вибухи на Місяці. Ці плани не були реалізовані, але вибухи у верхніх шарах атмосфери та у космосі проводилися широко.

## Проєкт
1949 року Armour Research Foundation (АРФ) на базі Іллінойського технологічного інституту почала вивчати вплив ядерних вибухів на довкілля. Ці дослідження продовжувалися до 1962 року. У травні 1958 року АРФ почала таємне дослідження можливих наслідків атомного вибуху на Місяці. Основна мета програми, яка проходила під егідою ВПС США, і була ними запропонована — здійснення ядерного вибуху на Місяці, який буде видно із Землі. Вони вважали, що такий експеримент буде сприяти зростанню патріотизму американського народу.
Під час здійснення проєкту газети розповсюджували чутки, що Радянський Союз планував підірвати водневу бомбу на Місяці. У кінці 1957 року преса також повідомляла, що СРСР планував відзначати річницю Жовтневої революції, яка збігалися із місячним затемненням 7 листопада 1957 року, ядерними вибухами на Місяці.
Подібна ідея була висунута Едвардом Теллером, «батьком водневої бомби», який у лютому 1957 року запропонував детонувати атомний пристрій і на Місяці, і на деякій відстані від його поверхні, щоб проаналізувати наслідки вибуху.

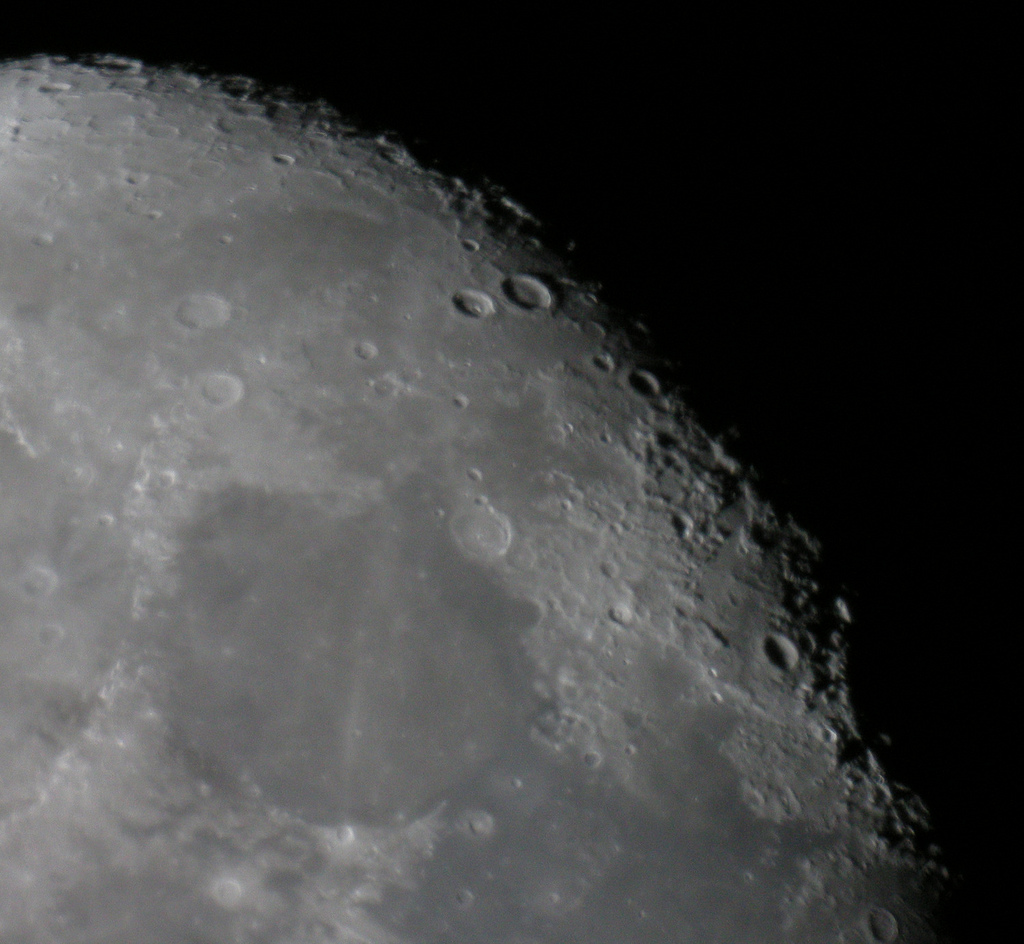
Вибух повинен був відбутися вздовж термінатора Місяця, для максимальної видимості з Землі.

### Дослідження
Десять членів команди на чолі з Леонардом Рейфелем були зібрані в Іллінойському технологічному інституті в Чикаго, щоб вивчити потенційну видимість вибуху, його наукове значення та вплив на місячну поверхню. Серед членів дослідницької групи були астрономи Джерард Койпер і його докторант Карл Саган, який відповідав за математичне моделювання розширення пилової хмари в просторі навколо Місяця, що було важливим фактором у визначенні видимості вибуху з Землі.
Для реалізації проєкту вчені спершу планували використати водневу бомбу, але ВПС США наклали вето на цю ідею через вагу такого пристрою — на той час ще не було ракет-носіїв, які б вивели на навколоземну орбіту і доставили до Місяця необхідний за тоннажністю вантаж. Тоді було вирішено використати боєголовку W25 — маленьку, легку та з відносно низькою потужністю в 1,7 кілотонни. Для порівняння, Малюк, скинутий на японське місто Хіросіма в 1945 році мав потужність 13-18 кілотонн. Запуск W25 передбачалося здійснити за допомогою ракети-носія на неосвітлену сторону Місяця, поблизу термінатора, де він мав бути підірваний при ударі. Пилова хмара, утворена в результаті вибуху, здійнялася б на значну висоту й потрапила б під проміння Сонця, завдяки чому її можна було б побачити з Землі. Як вважав Леонард Рейфель, прогрес ВПС у розвитку міжконтинентальних балістичних ракет зробив би такий запуск можливим вже в 1959 році.

### Скасування проєкту
Проєкт був скасований ВПС у січні 1959 року. Причини скасування не оголошені. Можна припустити, що, по-перше, ініціатори проєкту та керівники США побоювались негативної реакції громадськості й, по-друге, тому що Проєкт А119 становив небезпеку для населення, у разі, якщо щось пішло б не так із запуском. Ще одним фактором, наведеним керівником проєкту Леонардом Рейфелем, були можливі наслідки радіоактивного зараження великих територій на Місяці, які в майбутньому могли б бути використані у дослідженні Місяця та його колонізації.
Пізніші дослідження показали, що відповідний радянський проєкт існував насправді, але він відрізнявся від сценарію, про який повідомлялося в пресі. Розпочавшись у січні 1958 року, він був частиною різних планів під кодовою назвою «E». Проєкт E-1 за планом повинен був досягти Місяця, в той час як проєкти Е-2 і E-3 мали на меті відправлення зонда на зворотну сторону Місяця для того, щоб зробити серію фотографій його поверхні. Фінальна стадія проєкту — E-4, повинна була завдати ядерного удару по Місяцю. Подібно до американського плану ряд проєктів «E» були скасовані ще в стадії планування через побоювання щодо безпеки та надійності ракети-носія. Втім, це питання дискутується, так командир окремої інженерно-випробовувальної частини космодрому
Байконур Геннадій Пономарьов заперечує те, що проєкт Е-4 був проєктом ядерного вибуху на Місяці.

## Наслідки
Підписання договору про заборону ядерних випробувань в атмосфері, космічному просторі й під водою в 1963 році і Договору про космос у 1967 році, заборонило майбутні проєкти дослідження впливу ядерних вибухів на Місяць. Проте, уже раніше як Сполучені Штати, так і Радянський Союз здійснили декілька висотних ядерних вибухів, в тому числі операції Hardtack I, Argus, Dominic, а також The K Project.

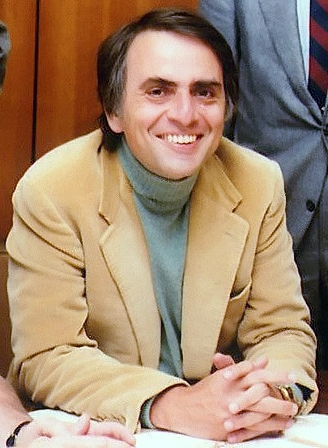
Про проєкт A119 стало відомо завдяки вивченню документів під час роботи над біографією Карла Сагана

1969 року Сполучені Штати одержали лідерство в космічній гонці після успіху місії Аполлон-11. У грудні того ж року вчений програми «Аполлон» Гарі Латам запропонував здійснити вибух «невеликого» ядерного пристрою на Місяці для того, щоб посприяти науковим геологічним дослідженням. Ця ідея була відхилена, оскільки вибух завадив би вимірюванню природного радіаційного фону Місяця.
Існування Проєкту A119 залишалося в секреті до середини 1990-х років, коли письменник Кей Девідсон виявив його при дослідженні документів, потрібних для написання біографії Карла Сагана. Участь Сагана у проєкті простежувалася з його заяви на академічну стипендію від Міллерівського Інституту в Каліфорнійському університеті в Берклі в 1959 році. У заяві Саган дав докладну інформацію про науково-дослідний проєкт, що, на думку Девідсона, було порушенням правил національної безпеки. Саган розкрив назви двох секретних документів з проєкту A119: документу 1958 року Possible Contribution of Lunar Nuclear Weapons Detonations to the Solution of Some Problems in Planetary Astronomy, і 1959 року Radiological Contamination of the Moon by Nuclear Weapons Detonations, що було витоком інформації. Ці документи належали до восьми звітів, створених у рамках проєкту. Всі вони були знищені в 1987 році.
Біографія Карла Сагана «Carl Sagan: A Life» була опублікована в 1999 році. Незабаром після цього була опублікована рецензія в журналі Nature, у якій згадувалося про викриття витоку інформації. Це призвело до того, що доктор Рейфель написав листа в журнал, в якому підтверджував те, що такі дії Сагана в той час вважалася порушенням умов конфіденційності проєкту. Рейфель скористався можливістю, щоб розкрити подробиці досліджень, і його заяви пізніше широко висвітлювалися в засобах масової інформації.
У результаті публікації даних було подано запит щодо Проєкту A119. І лише через сорок років після програми було видано книгу A Study of Lunar Research Flights — Volume I. Пошук іншої документації щодо справи показав, що решту звітів було знищено в 1980 році в Іллінойському технологічному інституті.
Доктор Девід Лоурі, ядерний історик з Великої Британії, назвав проєкт «непристойним», додавши, що «якби проєкт було здійснено, ми ніколи б не мали романтичного образу Ніла Армстронга, який здійснив „гігантський стрибок для людства“».

## Дотичні матеріали
- Сучасна техніка комп'ютерного моделювання, анімації дає змогу змоделювати можливий перебіг ядерного вибуху на Місяці[20]
- Варіант сценарію ядерного вибуху на Місяці екранізовано у фільмі «Велика зірка / Grand Star» у 2007—2008 рр. Режисер: David Carayon, Paolo Barzman[21]